# Penthetria longa
Plecia longa, Protomyia longa
Espèce
Synonymes
- †Plecia longa Théobald, 1937
- †Protomyia longa Heer, 1846

Penthetria longa est une espèce fossile d'insectes Diptères de la famille des Bibionidae (les « mouches de Saint-Marc » ou « mouches noires »).

## Classification
L'espèce Protomyia longa est décrite en 1937 par le naturaliste suisse Oswald Heer (1809-1883),. 

### Fossiles
Selon Paleobiology Database en 2023, il y a cinq collections de fossiles :
- trois du Miocène de Croatie, de Radoboj en Croatie, conservées au Muséum de Vienne, à Grätz et au Kaiserlich-Königliche Montanistische Museum de Vienne, décrite par Oswald Heer en 1849[1] ;
- une de l'Oligocène inférieur ou Rupélien de France de Corent en Auvergne, décrite par Émile Oustalet en 1870[3] ;
- une de l'Éocène supérieur ou Priabonien) de France, de la formation de Célas dans le Gard et conservé au Muséum d'histoire naturelle de Marseille, décrite par Nicolas Théobald en 1937[4].

### Reclassement
Selon Paleobiology Database en 2023 l'espèce est décrite ou renommée cinq fois. 
En 1849 cette espèce est tout d'abord classée dans le genre Protomyia. 
En 1870, sa description est enrichie par l'entomologiste français Émile Oustalet.
En 1937, le paléontologue français Nicolas Théobald (1903-1981) renomme l'espèce en Plecia longa.
En 1994 l'entomologiste américain Neal Luit Evenhuis renomme l'espèce en Penthetria longa, ce qui est confirmé en 2020 par les entomologistes norvégien John Skartveit (1969-) et Katarina Krizmanić (d),.

### Synonymes
L'espèce a donc deux synonymes :
- †Plecia longa Théobald, 1937
- †Protomyia longa Heer, 1846[2].

### Étymologie
L'épithète spécifique vient du latin longa, « long ».

## Description

### Caractères
Diagnose de Nicolas Théobald en 1937, : 

« Insecte noirâtre à ailes dépassant l'abdomen, au corps allongé. Tête petite, arrondie ; un œil assez grand, ovale ; deux antennes cordiformes du type des autres Bibionidae. Thorax en forme de bouclier, montrant une vague dépression en « U ». Abdomen allongé, cylindrique. Ailes dépassant longuement l'abdomen ; nervation difficile à déchiffrer, car le bord antérieur de l'aile est replié. Néanmoins je crois pouvoir reconnaître la bifurcation du Rs. le parcours des autres nervures est d'ailleurs celui du g. Plecia en général. Pattes velues bien conservées ; cuisses fortes ; tibias allongés, légèrement élargis à l'extrémité ; tarses de cinq articles, le premier étant le plus long. ».

### Dimensions
La longueur de la tête 0,5 mm ; le thorax a une longueur de 2,5 mm et une hauteur de 2,2 mm ; l' abdomen a une longueur de 5 mm et une largeur de 1,75 mm ; la longueur des ailes est de 7 mm.

### Affinités
« Par la forme de l'abdomen, cet Insecte se rapproche de Plecia graciliventris du même gisement, mais les ailes et les pattes sont plus longues et la teinte du corps est plus pâle. Par la taille il se rapproche de P. försteri du même gisement, mais il en diffère par l'abdomen plus allongé et les pattes plus longues.
Semble voisin de Plecia longa Heer de Radoboj ; Oustalet a cité cette espèce de Corent.
Échant. ; C77 de la coll. du Musée de Marseille. Gisement : Célas. Cet échantillon porte une note manuscrite : F. Meunier, 1914. Empididae, Empis (altéré) N°4. Il ne peut s'agir du g. Empis, les antennes cordiformes excluant tout à fait un tel rapprochement.
Un autre échantillon (C76) de la même collection peut être rapproché de cette espèce, mais ses affinités sont plus douteuses. ».

## Galerie

Espèces sœurs vivantes du genre Penthetria.
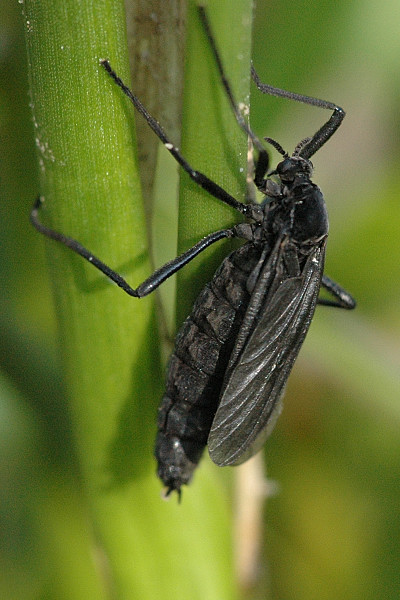
Penthetria funebris.
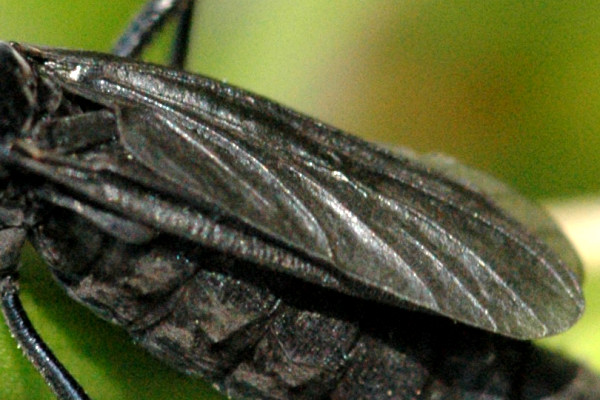
Penthetria funebris.
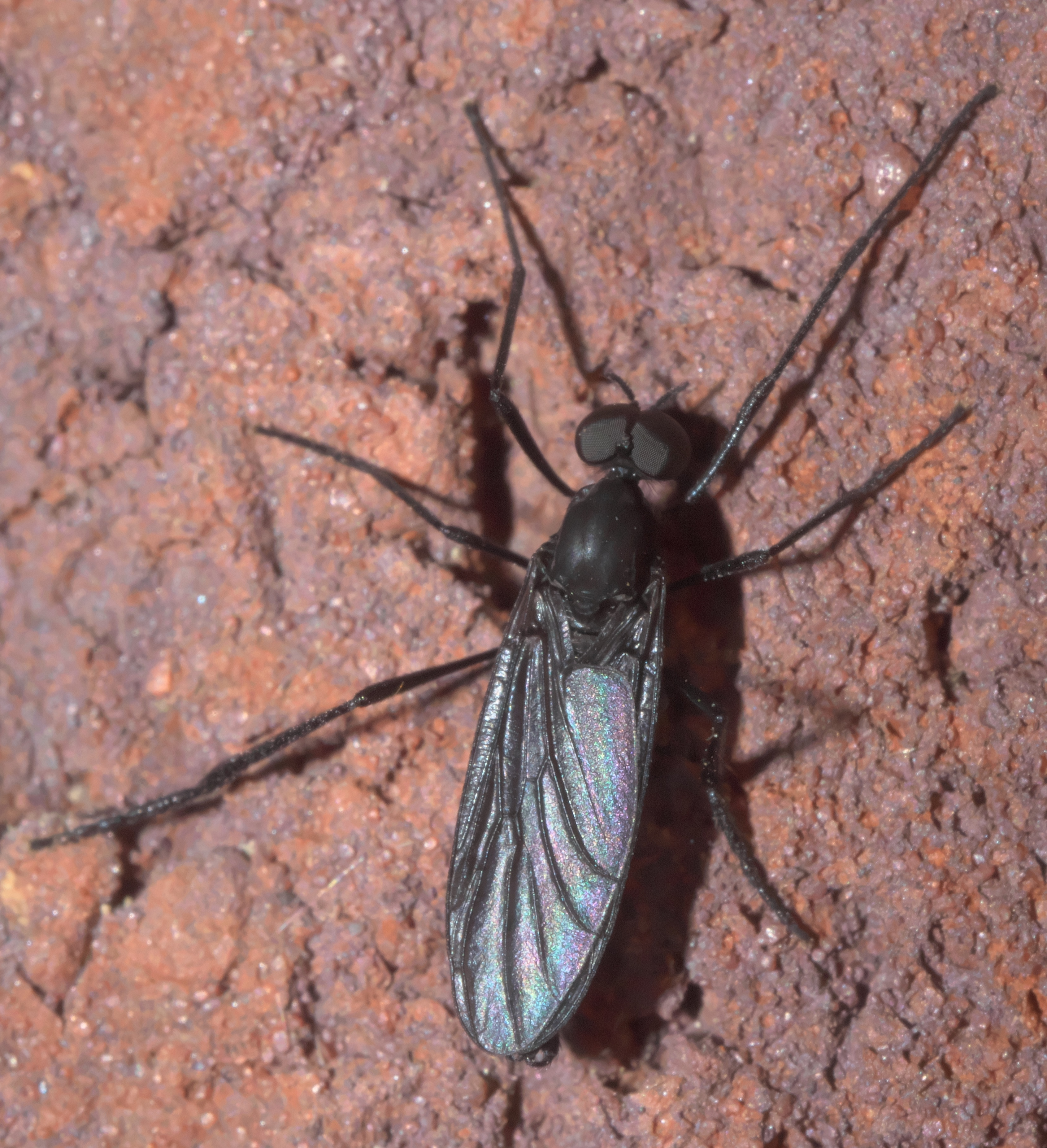
Penthetria funebris - webm : 2 min 33 s.
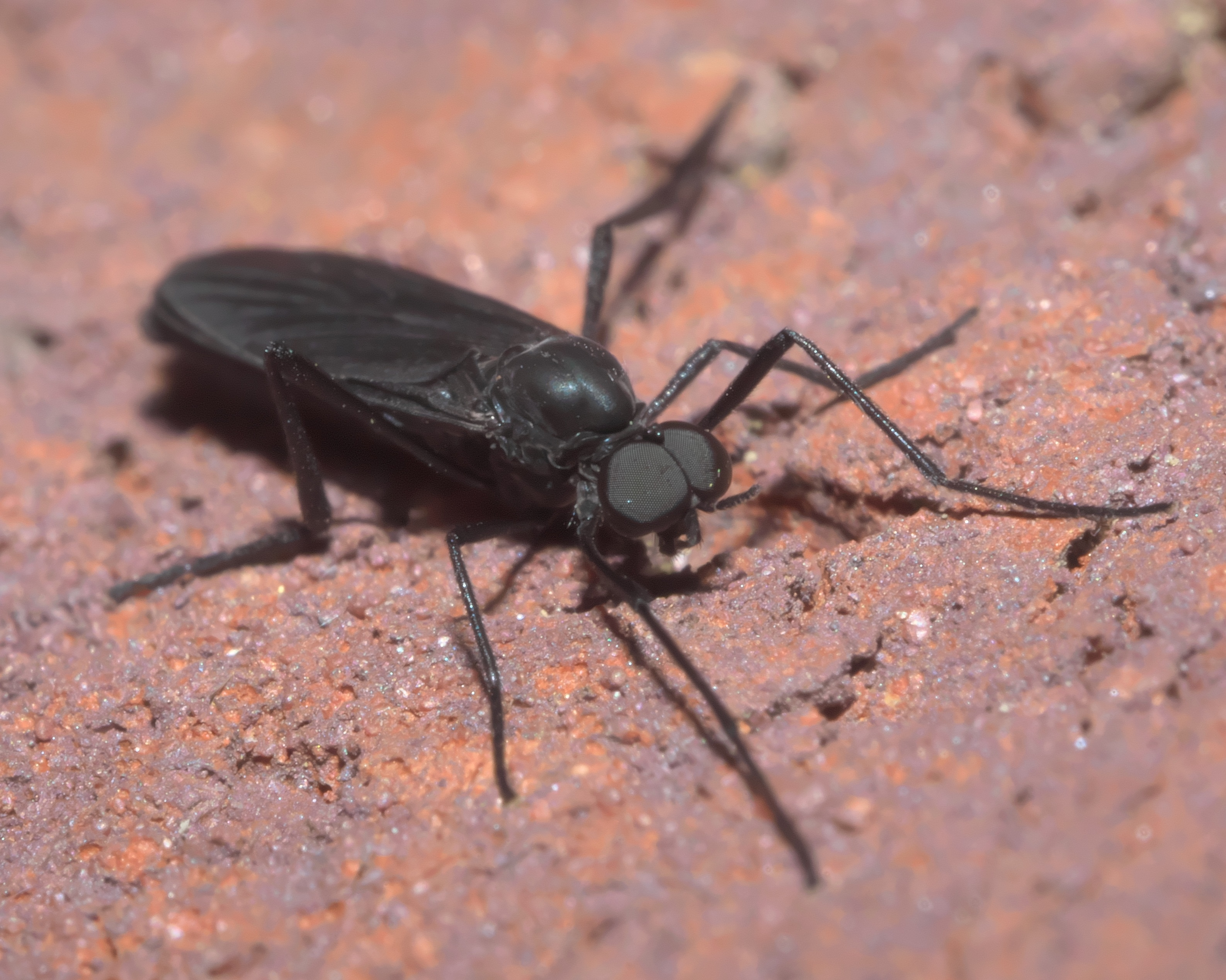
Penthetria heteroptera.
- Penthetria heteroptera.

### Publication originale
- [1849] (de) Oswald Heer, Die Insektenfauna der Tertiärgebilde von Oeningen und von Radoboj in Croatien. Zweiter Theil: Henschrecken, Florfliegen, Aderflügler, Schmetterlinge und Fliegen, 1849, 1-264 p.